# Lun
Lun (italsky Punta Loni) je vesnice a přímořské letovisko v Chorvatsku v Licko-senjské župě, spadající pod opčinu města Novalja. Nachází se na severu nejseverozápadnějšího výběžku ostrova Pag, asi 17 km severozápadně od Novalje. V roce 2011 zde trvale žilo celkem 307 obyvatel.
Centrum Lunu nemá přístup k moři; ten má několik připadajících vesniček, jako jsou Jakišnica, Mulobedanj nebo Tovarnele. Nejbližší přístup k moři má skrze vesničku Tovarnele.